# Память, Скорбь и Тёрн

Обложка четвёртого тома саги. Художник Майкл Уэллан

«Память, Скорбь и Тёрн» (англ. Memory, Sorrow and Thorn) — серия книг писателя-фантаста Тэда Уильямса в жанре фэнтези. Название серии происходит от фигурирующих в ней трёх мечей с соответствующими названиями. В России издавалась также под общим заголовком «Орден Манускрипта» (по названию тайного ордена из книги).
Серия состоит из трёх книг: «Трон из Костей Дракона», «Скала Прощания» и «Башня Зелёного Ангела». В 2017 году вышло продолжение трилогии, роман «Сердце того, что было утеряно», в 2021 — приквел, роман «Братья ветра». Продолжением «Памяти, Скорби и Тёрна» стала трилогия «Последний король Светлого Арда». Произведения выдержаны в стиле эпического фэнтези и тесно связаны с кельтской мифологией. Действие происходит на вымышленном континенте Светлый Ард, отсылающем к средневековой Европе, в частности к средневековой Англии.
Все книги были проиллюстрированы Майклом Уэлланом. В России издательством Азбука часть книг была выпущена с обложками Антона Ломаева.

## Сюжет

### Трон из Костей Дракона
The Dragonbone Chair (1988)
В старом королевском замке Хейхолт умирает старый король Престер Джон, объединивший под своей властью почти весь Светлый Ард. Его наследниками остаются два брата: король Элиас, давно потерявший свою жену в схватке со степняками, и однорукий принц Джошуа. В советниках Элиаса числится подозрительный священник Прейратс, которого народ Светлого Арда называет красным колдуном. С ним король проводит странные и жестокие эксперименты, забросив государственные дела. Страна приходит в запустение, чума, голод, разбойники и невероятные холода обрушиваются на неё. Элиас безжалостно подавляет все выступления против своей власти. Джошуа покидает столицу Светлого Арда и неожиданно исчезает.
Саймон, мальчик-сирота, ученик замкового доктора Моргенса, случайно обнаруживает Джошуа закованным в цепи в глубоких подземельях Хейхолта. Вместе с доктором они освобождают принца и помогают ему бежать. Вскоре их самих пытается схватить Прейратс. Моргенс погибает, а Саймон случайно становится свидетелем того, как король Элиас заключает сделку с Инелуки — Королём Бурь, королём-призраком норнов. Король Элиас заключает с Королём Бурь какой-то таинственный договор и принимает от него в подарок волшебный меч Скорбь.
Саймон бежит из Хейхолта в Наглимунд, замок Джошуа. Пробираясь через древний лес Альдхорт, он случайно спасает ситхи из капкана. Затем юноша встречает тролля по имени Бинабик, ездящего верхом на волчице по кличке Кантака. Тролль был учеником старого Укекука, друга Моргенса и одного из членов Ордена Манускрипта, тайного общества ученых по всему миру. С Бинабиком и случайной попутчицей Марией они скрываются от ищеек Элиаса. На время, их укрывает у себя колдунья Валада Джулой в доме на сваях у озера, что отсылает к избушке на курьих ножках. После отдыха герои продолжают путешествие. Преследуемые охотником Ингеном Джеггером и его собаками, они, хоть и с трудом, но добираются до Наглимунда.
В Наглимунде Саймон неожиданно обнаруживает, что его симпатичная новая знакомая — принцесса Мириамель, единственная дочь и наследница короля Элиаса, сбежавшая от своего безумного отца. Джошуа держит военный совет с союзниками, как бороться с Элиасом и его темным покровителем, Королём Бурь. В разгар обсуждения в зал входит старик Ярнауга, ещё один член Ордена Манускрипта, и рассказывает легенду о Трех Мечах, способных остановить Короля Бурь. Один из них, Память (он же Сверкающий Гвоздь), принадлежал воинственному королю риммерсманов и пропал в Хейхолте в далекие времена. Второй, Скорбь — волшебный меч самого Короля Бурь Инелуки. Третий, Тёрн — меч славного рыцаря Камариса, пропавший где-то на севере. Саймон, Бинабик и несколько солдат Джошуа отправляются на север на поиски Тёрна. Вскоре из замка сбегает и Мириамель, надеясь привести помощь.
Элиас с войсками осаждает Наглимунд, под предлогом освобождения своей дочери. Замок крепко держится, пока на помощь безумному королю не приходят норны. Они обращают Наглимунд в руины, а его защитников жестоко убивают. Ярнауга гибнет при штурме, принцу Джошуа с несколькими сторонниками удается бежать.
Саймон и его отряд отбиваются от людей Джаггера. Им на помощь приходят ситхи, ведомые принцем Джирики, тем самым ситхи, которого Саймон когда-то спас из ловушки. Принц отводит путников к вершине горы, где они в ледяной пещере, среди замерзших скелетов, находят меч Тёрн. На горе на маленький отряд нападает огромный дракон. Саймон Тёрном ранит дракона, кровь дракона попадает Саймону на лицо, оставив глубокий шрам на щеке и прядь седых волос надо лбом. Отныне Саймона называют Сеоман Снежная Прядь. Затем они оказываются во владениях троллей, где Бинабика неожиданно арестовывают его соплеменники.

### Скала Прощания
Stone of Farewell (1990)
Саймон, Джирики и их спутники сидят под домашним арестом в Йикануке. Бинабика обвиняют в том, что он оставил свой пост шамана племени, из-за чего, якобы, и наступила вечная зима. Заступничество влюбленной в Бинабика дочери вождя, а также Саймона и Джирики помогает убедить короля и королеву троллей в невиновности Бинабика и освободить его.
Мириамель направляется на юг, в Наббан, за помощью для Джошуа. Она берет в проводники монаха по имени Кадрах, бывшего члена Ордена Манускрипта. Тот предаёт её, выдав графу Страве — правителю Пирруинна. Их освобождает из плена Динниван, секретарь ликтора, главы Церкви, и один из лидеров Ордена Манускрипта. В Наббане они видят множество фанатиков, огненных танцоров, поклоняющихся Королю Бурь, совершающих в честь него самосожжения и твердящих о скором приходе своего господина. По следам Мириамели, с целью её защитить и вернуть, идет посланец Джошуа, старый герцог Изгримнур, но раз за разом упускает принцессу.
Джошуа и остатки жителей Наглимунда бегут сквозь заснеженный лес Альдхорт, преследуемые чудовищами, терпя потери и ужасные лишения. Но пришедшая на помощь Джулой выводит их в безопасные места и объясняет, что лучшим убежищем для них может стать скала Прощания — священное место ситхи. Отряд Джошуа попадает в плен к его тестю Фиколмию, кочевнику-тритингу. Джошуа вынужден драться на поединке за свою свободу и свою жену. Двигаясь дальше, они видят, что народ ропщет на Элиаса. Джошуа и его люди добираются до Скалы Прощания и обосновываются в развалинах древнего города ситхи на её вершине.
Прейратс прибывает с мандатом короля в Наббан и требует у ликтора полной лояльности, а также признания огненных танцоров. Вместо этого ликтор проклинает Прейратса и Элиаса и отлучает их от церкви. Разъярённый Прейратс убивает ликтора и Диннивана при помощи чёрной магии прямо во дворце. Мириамель и Кадрах чудом сбегают от красного колдуна. Они тайком пробираются на первый попавшийся корабль и попадают в руки его капитана — графа Аспитиса, который имеет планы на Мириамель и надеется стать зятем и наследником Элиаса.
Скрывающиеся от людей короля в горах эрнистирийская принцесса Мегвин и один из сподвижников её отца граф Эолер случайно узнают, что меч Память принадлежал королю Джону и похоронен вместе с ним. Тем временем, Изгримнур застревает на юге в компании темнокожего вранна Тиамака, друга Моргенса по переписке, и потерявшего память старого рыцаря Камариса.
Джирики отбывает на родину, а Саймон, Бинабик и последний солдат из отряда — Слудиг, везут Тёрн на юг. По дороге они останавливаются в доме женщины по имени Схоуди. Она усыпляет их чарами, берет в плен и хочет принести в жертву Королю Бурь. В суматохе пленникам удается бежать, но Саймон теряется в лесу и отключается. Его спасает Адиту, сестра Джирики, и отводит в священный город ситхи Джао-э-Тинукай. Саймону объявляют, что он никогда не покинет города, чтобы никто не рассказал людям о нём. Но когда в город проникает охотник Инген Джеггер и убивает их предводительницу, старейшую из ситхи, Амерасу, они соглашаются выступить против Инелуки, а Саймона отпускают. Он приходит к Скале Прощания и находит там целую армию под предводительством принца Джошуа, и, главное, своих друзей — Бинабика и Слудига.

### Дорога ветров
To Green Angel Tower: Siege (1990)
Саймон уже не кухонный мальчишка, а почти мужчина, посвящённый в рыцари. К скале Прощания выдвигается армия графа Фенгбальда, чтобы раз и навсегда покончить с восстанием принца. Фенгбальд, уверенный что его эркингарды и наёмники без труда справятся с плохо вооружёнными ополченцами Джошуа, предпринимает несколько попыток штурма, однако ни одна не выявляет победителя, и обе стороны несут значительные потери. Фенгбальд, шантажируя взятого в плен губернатора Гадринсетта решает напасть Джошуа в тыл, используя тайную тропу, однако там его ожидает засада. Используя молоты, люди Джошуа раскалывают лёд, и Фенгбальд, его люди и губернатор тонут. Победу в битве за Сесуадру одерживает принц Джошуа.
На Сесуадру прибывает граф Эолер и сообщает принцу Джошуа о местонахождении меча Память. Саймону не терпится отправиться на поиски этого меча, однако Джошуа просит его не торопиться, убеждая что скоро его, Саймона, помощь понадобится на Скале Прощания. Джошуа благодарит Эолера за ценные сведения и отсылает его обратно в Эрнистир вместе с сыном герцога Изгримнура Изорном и несколькими тритингами во главе с Хотвигом.
В самом Эрнистире дочь короля Луга Мегвин, повинуясь воле богов, которых слышит только она одна, выводит свой народ из пещер и ведёт его ко дворцу Скали Острого Носа в Таиге. Казалось бы безнадёжная авантюра заканчивается неожиданно. В тот момент, когда стражники по приказу Скали начали разгонять толпу, собравшуюся перед дворцом, в Эрнистир ворвались ситхи во главе с Джирики. Будучи не в силах противостоять им, Скали вынужден спасаться бегством.
Мириамель и сопровождающий её монах Кадрах при помощи новой союзницы, ниски Ган Итаи, представительницы древнего народа, охраняющей корабль от морских чудовищ, килп, совершают отчаянный побег во время шторма с корабля Аспитиса и направляются в южный город Кванитупул, в трактир «Чаша Пелипы», где их уже ждет герцог Изгримнур в компании старого потерявшего память рыцаря Камариса и вранна Тиамака. В пути Кадрах раскрывает принцессе Мириамель часть своего прошлого. Он раскрывает, что его настоящее имя — Падреик, рассказывает о том, что когда-то он был избран членом Ордена Манускрипта, но был с позором изгнан из него из-за своей пагубной страсти к выпивке, о том, что однажды он случайно наткнулся на запрещённую книгу Ниссеса, о том, как ради очередной порции выпивки он продавал страницы из этой книги, и о том, как через случайных покупателей эти страницы попадали к другому одаренному ученику Ордена Манускрипта, которого приняли в Орден вместе с Падреиком. Этим вторым учеником оказывается не кто иной, как Прейратс.
Прибыв в Кванитупул, Мириамель радостно приветствует своего дядю, герцога Изгримнура. Однако теплую встречу прерывает Тиамак, который рассказывает о том, что видел странных незнакомцев, разыскивающих трактир «Чаша Пелипы». По описанию Мириамель узнает Аспитиса, который каким-то чудом выжил во время шторма. Вся компания, Изгримнур, Мириамель, Кадрах, Камарис и Тиамак спасаются бегством. На лодке они приплывают в родную деревню Тиамака и с удивлением обнаруживают её полностью вымершей. Во время очередной стоянки Тиамак отправляется на поиски своих соплеменников и неожиданно исчезает. Друзья отправляются на его поиски и находят одного из соотечественников Тиамака. Он чем-то страшно напуган. По его жестам и испуганному взгляду друзья понимают, что Тиамака похитили ганты, страшные паукообразные существа, чьи лица отдаленно напоминают человеческие. Изгримнур настаивает, что необходимо хотя бы попытаться спасти их единственного проводника, без которого друзьям никогда не выбраться из болот Вранна. Вся компания, за исключением Кадраха, отправляется в гнездо гантов и с большим трудом вызволяет Тиамака.
Адиту прибывает на Сесуадру дабы исполнять роль посла ситхи и советника Джошуа. Сам принц собирает совещание, дабы определить их дальнейшие действия в войне против Элиаса и Короля Бурь. Одни предлагают выступить на Эркинланд и, объединившись с недовольными правлением Элиаса, взять в осаду Хейхолт, другие — отправиться в нетронутый войной Наббан, который сможет предоставить достаточно солдат и ресурсов, дабы свергнуть Верховного короля, третьи — и вовсе предлагают остаться на Сесуадре и переждать все невзгоды. Сам Джошуа склоняется к третьему варианту, когда к нему неожиданно прибывает ворон с посланием, в котором его просят повременить с началом похода, через время прибывает и посол графа Страве, который обещает помочь Джошуа склонить Наббан на его сторону.
Мириамель и компанию настигают стражники Аспитиса, когда те выбираются из Вранна и путешествуют по Озерным Тритингам. Мириамель сыграв на гордости графа провоцирует того на дуэль с Камарисом. Аспитис, не подозревающий о личности старика, соглашается и проигрывает. Мириамель сохраняет ему жизнь и, забрав лошадей, отправляется в дальнейший путь. На подступах к Сесуадре их вновь неожиданно покидает Кадрах. Возвращение Мириамели радостно отмечают на Скале прощания. Джошуа узнает в подарке Амерасу рог Камариса и отдаёт его, как и меч Тёрн, старому рыцарю. Это возвращает ему память, и он соглашается помочь Джошуа в его войне. Джошуа вместе со своими людьми покидает Сесуадру и направляется в Наббан. Мириамель, ратовавшая за поход на Эркинланд и осуждающая принца за возвращение памяти Камарису, решает сама отправиться в Эркинланд. Саймон, узнав об этом, навязывается к ней в спутники. Оба тайно покидают лагерь, оставив записку. Бинабик с Кантакой отправляются на их поиски.
В тот момент, когда Саймон и Мириамель покинули лагерь, туда пробираются трое убийц, подосланные королевой норнов Утук`Ку. Их цель — палатка Камариса и находящийся в ней меч Тёрн. Они распыляют в воздухе яд, способный на долгое время погрузить смертного в крепкий сон. Почувствтвовав неладное, в палатку врывается Адиту вместе с Джулой. Завязывается отчаянная схватка, в которой норны оказываются убиты, но смертельное ранение получает и колдунья. Она отправляется умирать в родной лес — Альдхорт, но перед самой смертью успевает обратиться к Джошуа и его с путникам через маленькую девочку Лилит, с которой она связана Дорогой Снов, и в очередной раз предупредить о ложном посланнике. Смерть Джулой становится для Джошуа самой тяжелой потерей с момента начала войны с Элиасом.
В Наббане Джошуа у себя принимает сеньор одной из пограничных провинций барон — Сориддан. Узнав про то, что на стороне Джошуа прославленный рыцарь и брат покойного герцога Леобадриса, Сориддан и другие наббанайские вельможи встают на сторону Джошуа.
В освобожденном от войcк Скалли Эрнистире, Джирики говорит графу Эолеру, что не будет принимать участие в войне Джошуа с верховным королём Элиасом. У них своя война, с норнами и Королём Бурь Инелуки, который когда-то был одним из ситхи. В обмен на освобождение Эрнистира, Джирики просит Эолера помощи в штурме захваченного норнами Наглимунда. Эолер дает своё согласие. Вместе с ситхи в Наглимунд отправляется и Мегвин, которая во время вторжения ситхи в Эрнистир получила удар по голове и потеряла разум. Теперь она считает себя и графа Эолера умершими. Ситхи представляются ей богами.

### Башня Зелёного Ангела
To Green Angel Tower: Storm (1993)
Мириамель и Саймон продвигаются все дальше в Эркинланд. Случайным знакомым они представляются свечником и его женой, возвращающимися домой в Хасу Вейл, маленький городок на окраине Фальшира. Это название пугает жителей Эркинланда. Они считают этот город проклятым и населенным призраками. В одном из трактиров Фальшира ради спасения супружеской пары Саймон ввязывается в драку с огненными танцорами, одного из которых убивает. Позже, в Хасу Вейле, Саймон и Мириамель снова встречают эту пару. В благодарность за спасение они предлагают принцессе и её спутнику ночлег, но это была ловушка. Саймона и Мириамель пленят огненные танцоры.
Из плена их спасает Бинабик. После они решают забрать один из Великих Мечей — Сверкающий Гвоздь, который должен лежать в могиле покойного Престора Джона. Но они обнаруживают, что его в могиле нет. В этот момент на них нападают буккены. Саймон проваливается сквозь рыхлую землю и попадает в подземные туннели. Отбившись от буккенов, Мириамель и Бинабик находят ближайший вход под землю и ищут Саймона.
Ситхи вместе с эрнистири штурмуют Наглимунд и после двух недель сражений обнаруживают, что норны закрылись от них глубоко под замком. Они идут на Хейхолт, а Эолер отправляется в Эрнисадарк к своему народу.
Саймон выходит из туннелей и попадает в Хейхолт. Он стремится отыскать Сверкающий Гвоздь в башне Хьелдина, где живёт Прейратс. Саймон думал, что именно священник украл Память. Здесь его схватывает Элиас, но после отпускает, пребывая в благодушном состоянии. Выбегающего из башни Саймона схватывают норны и бросают в литейную, где всем заправляет надзиратель Инч. Бывший прислужник доктора Моргенса заставляет парня работать, переплавляя металл для грядущего сражения Элиаса с Джошуа. Случайно Инч видит лицо Саймона без сажи и узнает. Инч возненавидел простака ещё во время появления его в келье доктора в Хейхолте. Доктор Моргенс уделял мальчику больше внимания и заботы. Саймон оказался способным, и Инч, не имевший мозгов постичь сложную науку, оказался не у дел. Теперь же надзиратель Инч отыгрывается сполна: подвешивает Саймона на деревянном колесе, которое постоянно крутится. Парень попадает в Дорогу Снов и теряется там. Здесь его посещает видение, где Престер Джон попадает в пещеру с драконом Шуракаи, который был уже мертв. Великий подвиг короля оказался ложью. Дракона убил Эльстан-Рыбак, который и сам погиб при этом. Престер Джон просто присвоил себе награду павшего героя.
С Дороги Снов его спасает Мегвин, жертвуя собой и давая ему сил для возвращения в собственное тело. Придя в себя, он осознает, что его спасает Гутвульф, бывший граф Утаньята и маршал армий Элиаса. Слепой перерубывает веревки, которые держат Саймона привязанным к колесу. Это видит Инч. После недолгого сражения Инча с Гутвульфом Саймон оказывается около пруда сразу под колесом. Использовав рычаг в стене, простак приводит деревянное колесо в действие и убивает Инча. Под прудом у колеса Гутвульф обнаруживает Сверкающий Гвоздь. Саймон бежит вместе со слепым в туннели и там Гутвульф погибает. Саймон забирает Память и идет к Башне Зелёного Ангела.
Джошуа коронует Камариса и вместе с войском отправляется в Эркинланд в Хейхолт для битвы со своим братом Элиасом. В ночь перед началом осады Хейхолта Камарис не может противиться зову Тёрна и спукается в туннели, Джошуа идет за ним. Принявший командование Изгримнур принимает решение одеть в доспехи Джошуа брата Сориданна Брендалиса, а в доспехи Камариса — своего сына Изорна.
Вначале осада шла хорошо, и ворота Хейхолта пали. Изорн, сын Изгримнура, вместе с отрядом входит в Хейхолт, где появившиеся магические железные ворота отсекают их от союзников. В это время норны обошли по туннелям и напали на войско с тыла.
Ситхи вместе с вранном Тиамаком спукаются в тоннели и находят Джошуа, который потерял Камариса и заблудился. Они находят у одного из главных Свидетелей, Пруда Трёх Глубин, королеву норнов Утук’ку и навязывают ей бой. Тиамак бежит оттуда и попадает в Башню Зелёного Ангела.
Мириамель и Бинабик встречаются с Хенгфиском, монахом, которого околдовали норны. Вскоре дворры крадут Мириамель, а Бинабик побеждает монаха и присоединяется к дворрам. Их преследуют норны, дворры отвлекают на себя их внимание, и принцесса с троллем также попадают в Башню Зелёного Ангела.
Прейратс на предпоследнем этаже Башни убивает Изорна и Брендалиса, думая, что это Камарис и Джошуа. Мириамель ранит его стрелой, а Бинабик стреляет из духовой трубки, но это не убивает священника. После он вместе с Камарисом идет наверх. Мириамель с Бинабиком идут за ним.
В колокольный этаж на Башне прибывает Джошуа и после неравного поединка с Элиасом проигрывает. Затем Прейратс обездвиживает Мириамель и Бинабика, которые видят, как Камарис прикоснулся Тёрном к Скорби, мечу Элиаса. Саймон поднимается на колокольный этаж и также под зовом меча соединяет свой клинок к первым двум. Появляется чёрная точка, она приближается по Скорби к Элиасу и вселяет в него Инелуки, Короля Бурь. Прейратс намеревается подчинить Инелуки своей воли, но у него не получается, и Король Бурь убивает его. Заклятье обездвиживания пропадает после смерти Прейратса, и Мириамель выпускает из лука Белую Стрелу, подарок от Джирики Саймону. Инелуки погибает и Элиас вместе с ним. Король Бурь побеждён. Башня Зелёного Ангела рушится, и их спасает монах Кадрах, помогая выбраться из обваливающегося здания, но сам погибает при этом. Про Камариса и Джошуа ничего не слышно.
Норны в панике бегут, и войско Джошуа побеждает в битве.
После празднования победы Бинабик отправляется в Минтахок, к Ситкинамук, своей возлюбленной. Джирики, вместе с остальными ситхи, покидает Саймона, который узнает, что является наследником Эльстана-Рыбака. На праздновании Джеремия приводит к нему Рейчел «Дракон», которую Саймон назначает главной горничной по всему Хейхолту.
На следующий день его в палатке вместе с Мириамелью посещает Джошуа, которого от смерти спас кованый наручник от цепей, оставленный принцем в память о пленении в Хейхолте. Камарис, который оказывается отцом Джошуа, вынес его из Башни Зелёного Ангела. Принц желает остаться мёртвым и покидает их, не желая становиться королём. Он хочет, чтобы его и его детей оставили в покое. Саймон и Мириамель становятся королём и королевой.
На следующий год их посещает граф Над Муллаха Эолер, который женился на Инавен, жене короля Лута, и стал королём в Эрнисадарке. Саймон признается ему, что его спасла Мегвин на Дороге Снов. Изгримнур скорбит о своём сыне Изорне. Вранн Тиамак и отец Стренгъярд восхищаются грандиозным строительством оплота знаний на месте руин Башни Зелёного Ангела. Саймон планирует отправиться в Минтахок, к Бинабику.

## Мир и мифология
Место действия книг — Светлый Ард, континент, содержащий ряд аллюзий и аналогий на раннесредневековую Европу. Большинство людей исповедует веру в распятого на древе Узириса Эйдона, что является аллюзией одновременно на христианство, египетского бога Осириса (в имени) и скандинавского Одина, висевшего вниз головой на ясене Иггдрасиль. Герои празднуют древнегерманский праздник Йуль и кельтский Белтейн. Боги риммеров списаны с пантеона Скандинавской мифологии. Некоторые народы, населяющие Светлый Ард, также аналогичны земным. Например: риммеры — норманны, эрнистирийцы — кельты, эркинландеры — германцы (англосаксы), Наббан — Византия с чертами Рима, а также средневековой Италии, а образ троллей (они же кануки) отсылает к саамам и эскимосам.
Уильямс использует в книгах малоизвестные мифологические названия и аналогии. Например, существ, похожих на эльфов, называют словом из кельтского фольклора — «ситхи», а изначально, по задумке автора, они должны были зваться ирландским словом «ши». Имя короля Престера Джона заимствовано из легенды об Иоанне Пресвитере. Имя главного героя — Саймон — и его происхождение из рыбацкой семьи — намёк на Симона Петра, а его прозвище «Саймон Простак» взято из одной из сказок Редьярда Киплинга из цикла «Пак с Холмов». Имя королевы норнов — Утук’ку — аллюзия на злых духов бури из шумерской мифологии. Присутствует и ряд отсылок к легендам о короле Артуре, в частности образ Короля-Рыбака, а также к славянской мифологии, в частности образы Бабы-яги и её жилища.

## Влияние
По признанию Дж. Мартина, этот цикл послужил источником вдохновения для его «Песни льда и огня». В сюжетных линиях обоих циклов прослеживаются многочисленные параллели.